# Maestro de Arguis

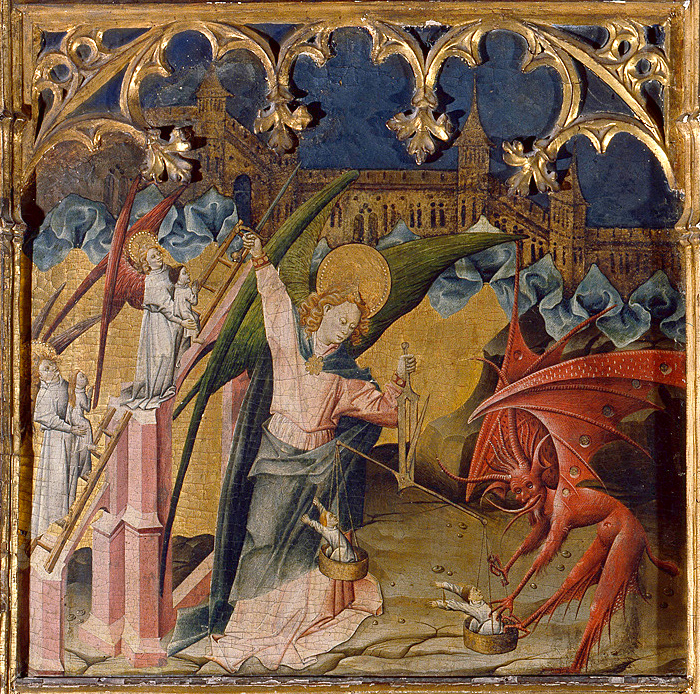
Tabla del Retablo de la leyenda de San Miguel Arcángel, pintada por el maestro de Arguis, ca. 1440, temple sobre tabla.

Maestro de Arguis es un pintor anónimo español perteneciente a la escuela aragonesa del estilo gótico internacional, que trabajó a mediados del siglo XV. 
Destaca por su gran fuerza expresiva y los detalles decorativos.
Se le designa como «Maestro de Arguis» por el Retablo de la leyenda de san Miguel que realizó para la localidad de Arguis (provincia de Huesca). Esta obra fue incorporada por Paulino Savirón en 1869-1871 al Museo Arqueológico Nacional, de donde pasó al Prado en 1920.
Su estilo se deriva de la escuela franco-borgoñona. José Gudiol Ricart apreció asimismo el influjo de la pintura valenciana por la naturalidad con que representa las figuras, sus gestos y actitudes. Es notable también por dotarlas de dinamismo al servicio de la narración. Pero esta naturalidad en las acciones no está exenta de un realce expresionista, con un uso muy libre del color. 

## Obras
- Retablo de San Miguel Arcángel, procedente de Arguis en Huesca (desde 1920, en el Museo del Prado)
- Retablo de Santa Ana para el claustro de la colegiata de Alquézar (Huesca); hoy en el Museo de la Colegiata de Alquézar.

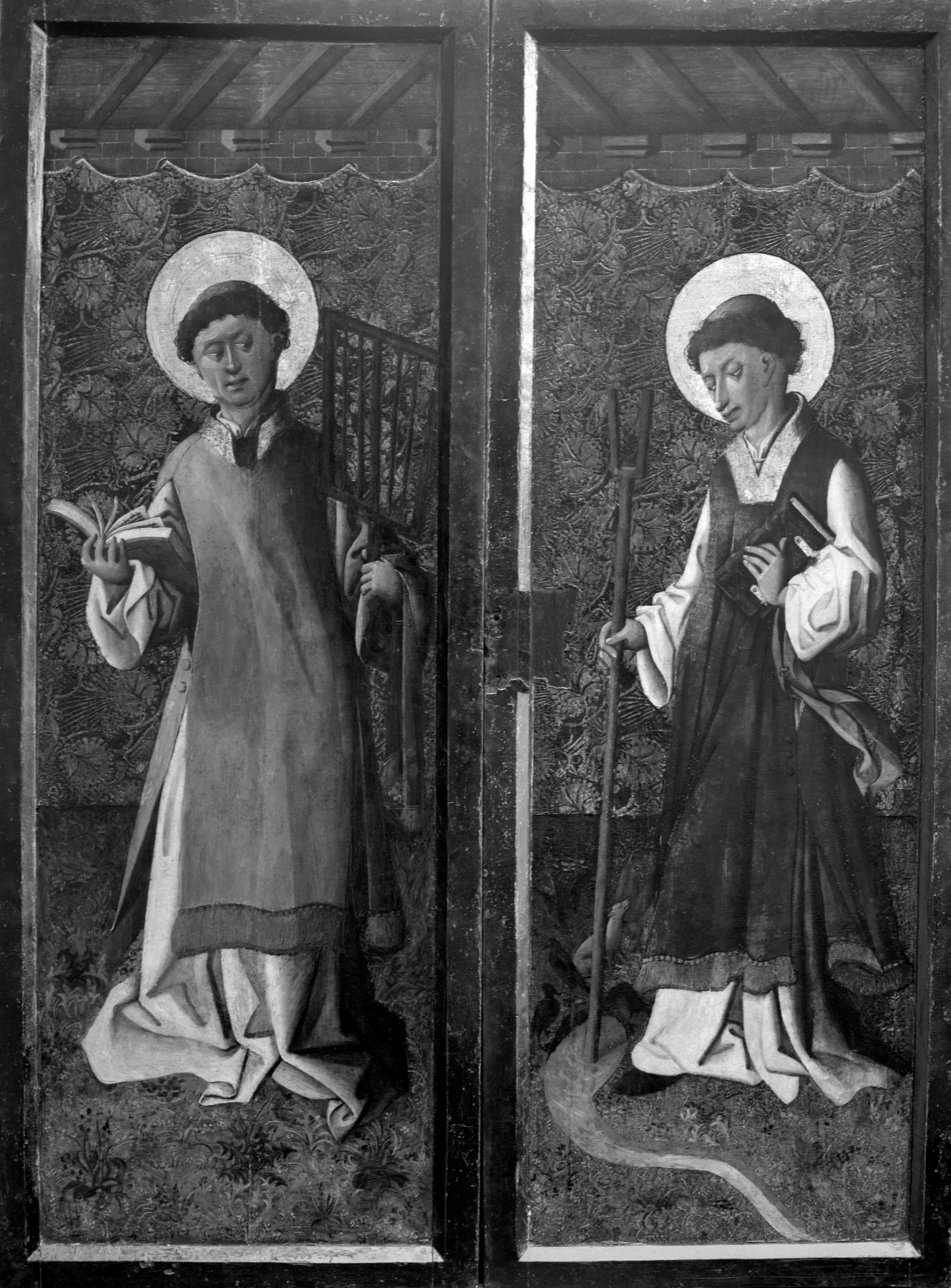
Tríptico con los santos Lorenzo y Leonardo (cerrado).
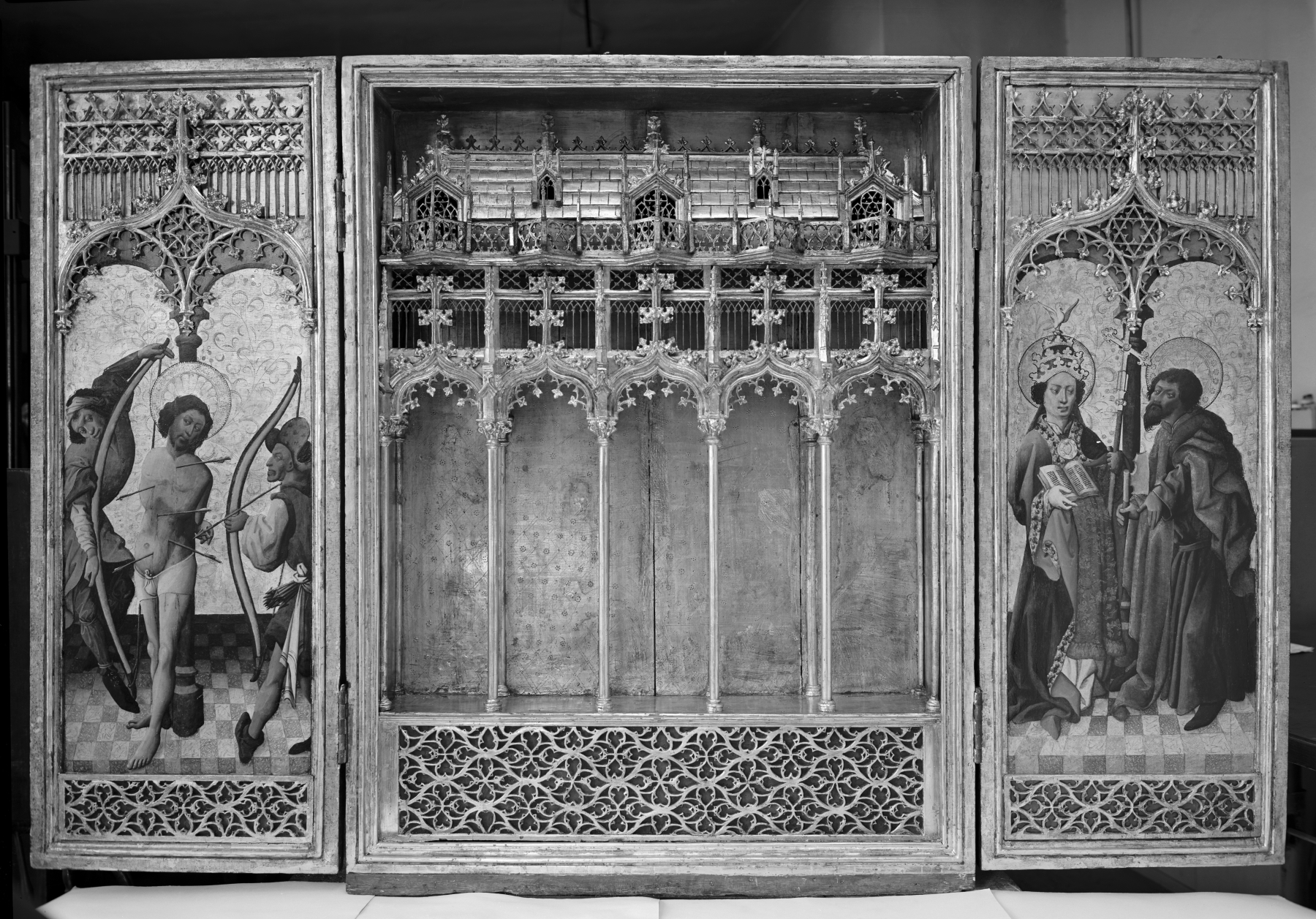
Ídem, abierto.